# St. Sylvester (Unterfarnstädt)

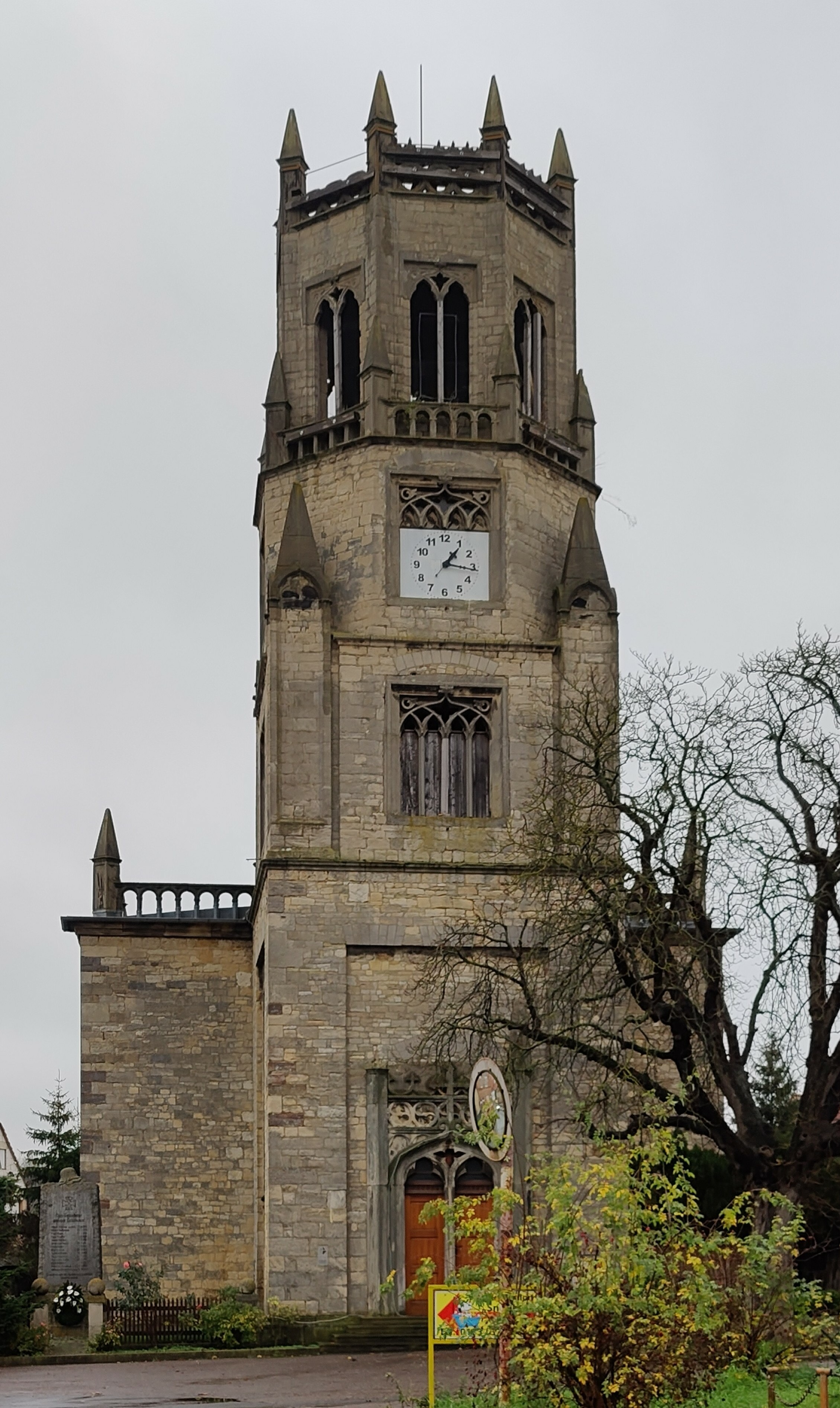
St. Sylvester (2022)

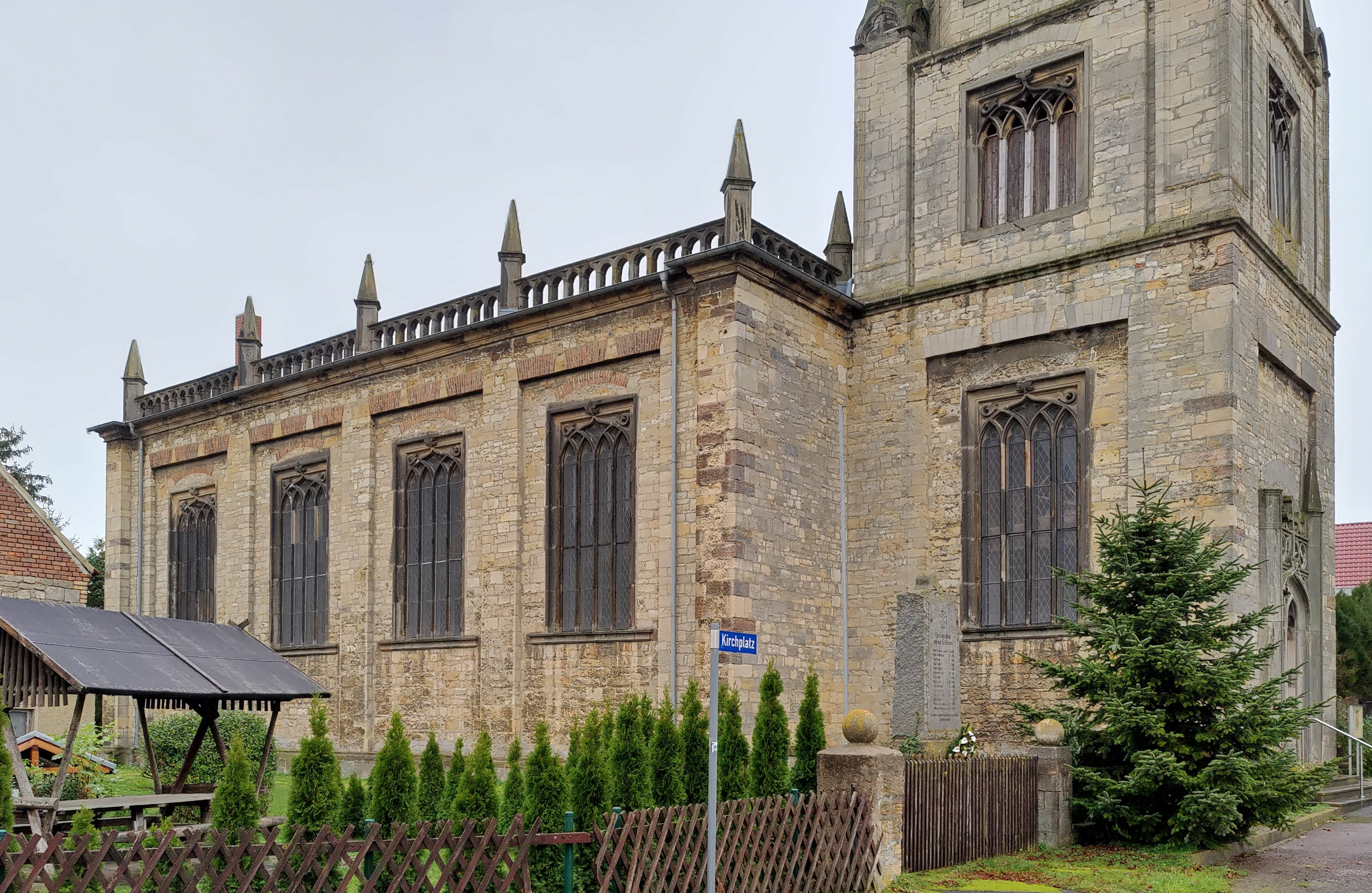
Kirchenschiff, Blick von Norden

St. Sylvester, früher auch St. Georg und St. Wenzel, ist das evangelische Gotteshaus von Unterfarnstädt, einem Ortsteil der Gemeinde Farnstädt in Sachsen-Anhalt. Es gehört zum Kirchenkreis Merseburg der Evangelischen Kirche in Mitteldeutschland. Die Kirche steht unter Denkmalschutz und ist im örtlichen Denkmalverzeichnis unter der Erfassungsnummer 094 20991 als Baudenkmal registriert.

## Geschichte
An der Stelle der heutigen Kirche wird erstmals 1145 eine Kapelle mit den Patronen Georg und Wenzel erwähnt. Die Kapelle wurde zur Kirche ausgebaut und zur Pfarrkirche erhoben. Als St. Silvester wird die Kirche in den Kirchenvisitationprotokollen von 1544–1545 bezeichnet. Der Vorgängerbau wurde 1839 aufgrund von starker Beschädigung abgerissen. Die heutige Kirche wurde zwischen 1840 und 1844 nach den Plänen von Alfred Hindorf erbaut. Er war der Sohn des damaligen Pfarrers von Farnstädt. Der romantisierende Stil ist der englischen Tudorgotik nachempfunden. Die Inspiration zum Bau der Kirche in diesem Baustil fand Hindorf während eines Aufenthalts in Schottland. 1916 erhielt die Kirche ein mechanisches Uhrwerk.
Nach 1980 verfiel die Kirche in einen Dornröschenschlaf, u. a. das Dach nahm schweren Schaden, das Bauwerk war sehr desolat und vom Verfall bedroht. Seit 2019 ist die Kirche baulich umfassend gesichert.

## Architektur

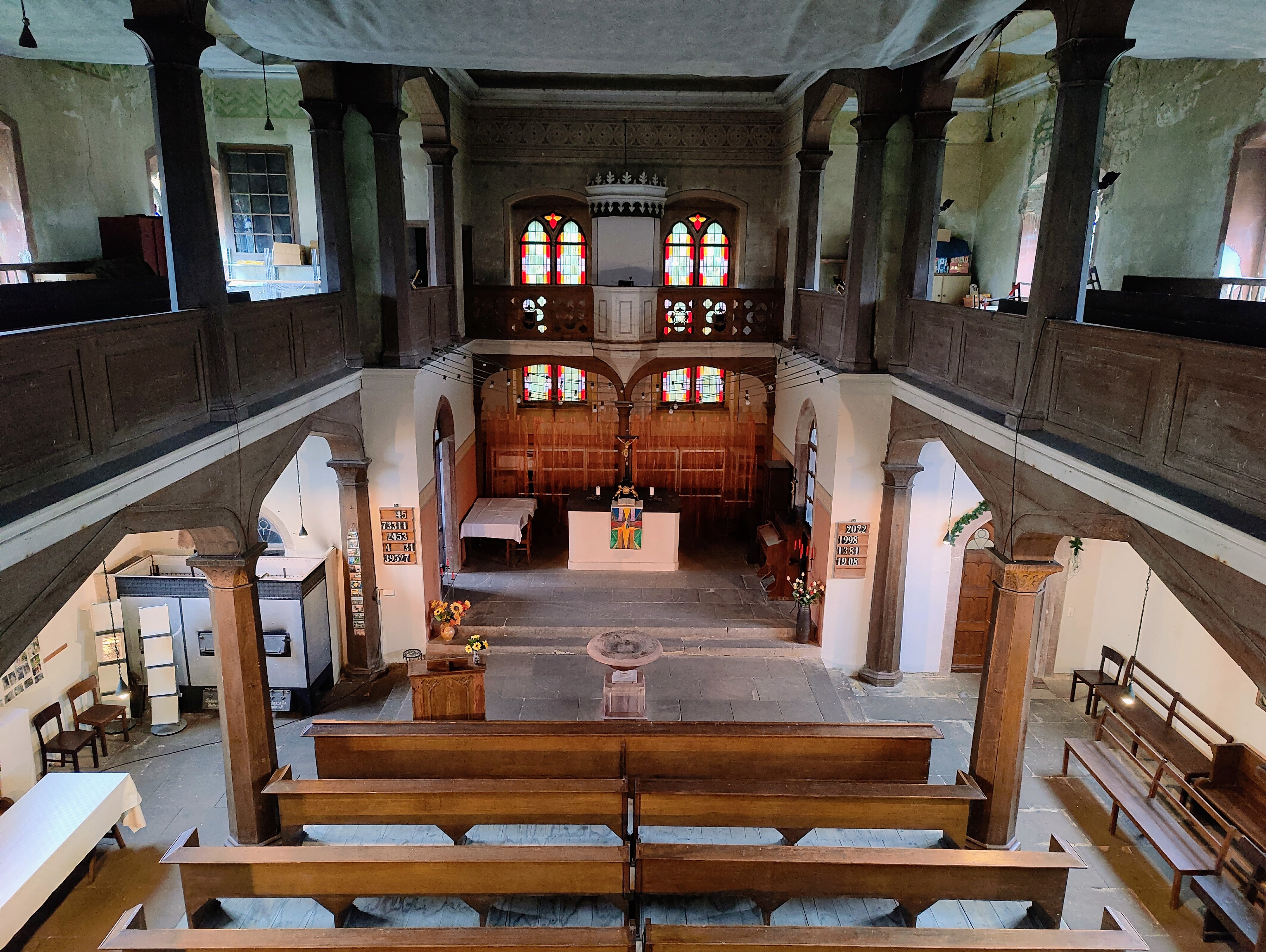
Innenraum, Blick nach Osten

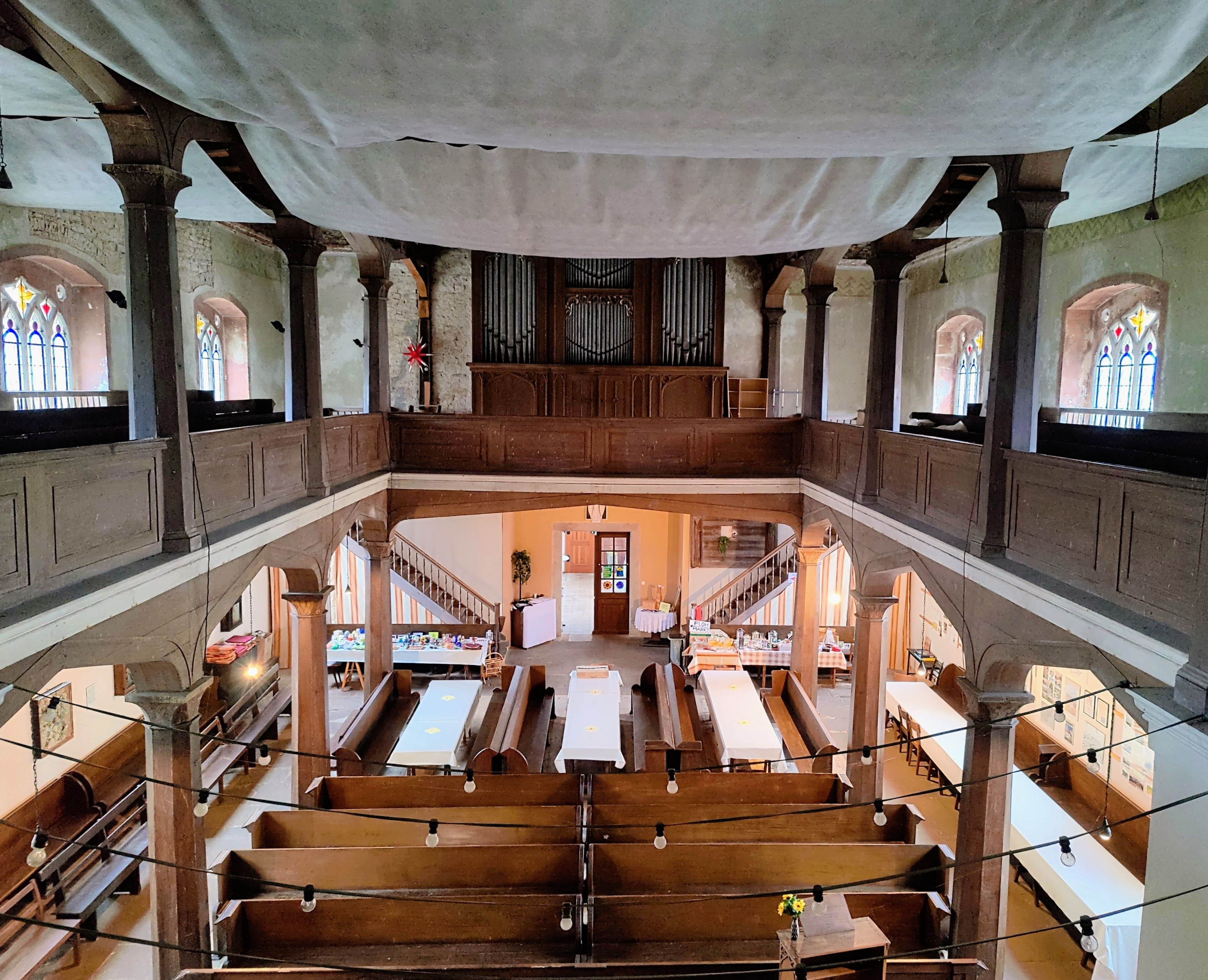
Innenraum, Blick nach Westen

Die in die Hügellandschaft eingebettete Kirche ist außen reich verziert, besonders ihr zinnengekrönter Turm. Im Inneren ist die Kirche – wie viele protestantische Kirchen – arm an Schmuckelementen. Das Kirchenschiff ist rechteckig, der Turm steht im Westen auf quadratischem Grundriss und mündet in eine oktogonale Glockenstube mit spitzbogigen Schallöffnungen.
Das Innere wird von den Resten einer hölzernen Muldendecke überspannt, im westlichen Drittel ist die Decke als Flachdecke ausgeführt. Ein Vlies hängt heute unter der Decke und verhindert, dass Putz auf die Zuhörer herabfällt. Der Kanzelkorb ist polygonal und besitzt einen flachen Schalldeckel, Dezente florale Malerei ist überall im Altarraum zu sehen, auch in den Fensteröffnungen findet sich solche Malerei.
Der Taufstein ist kelchförmig. Die Empore umfasst den ganzen Raum inklusive Kanzel und verleiht dem Raum durch die bis zur Decke reichenden Stützpfeiler einen quasi dreischiffigen Eindruck.

## Orgel

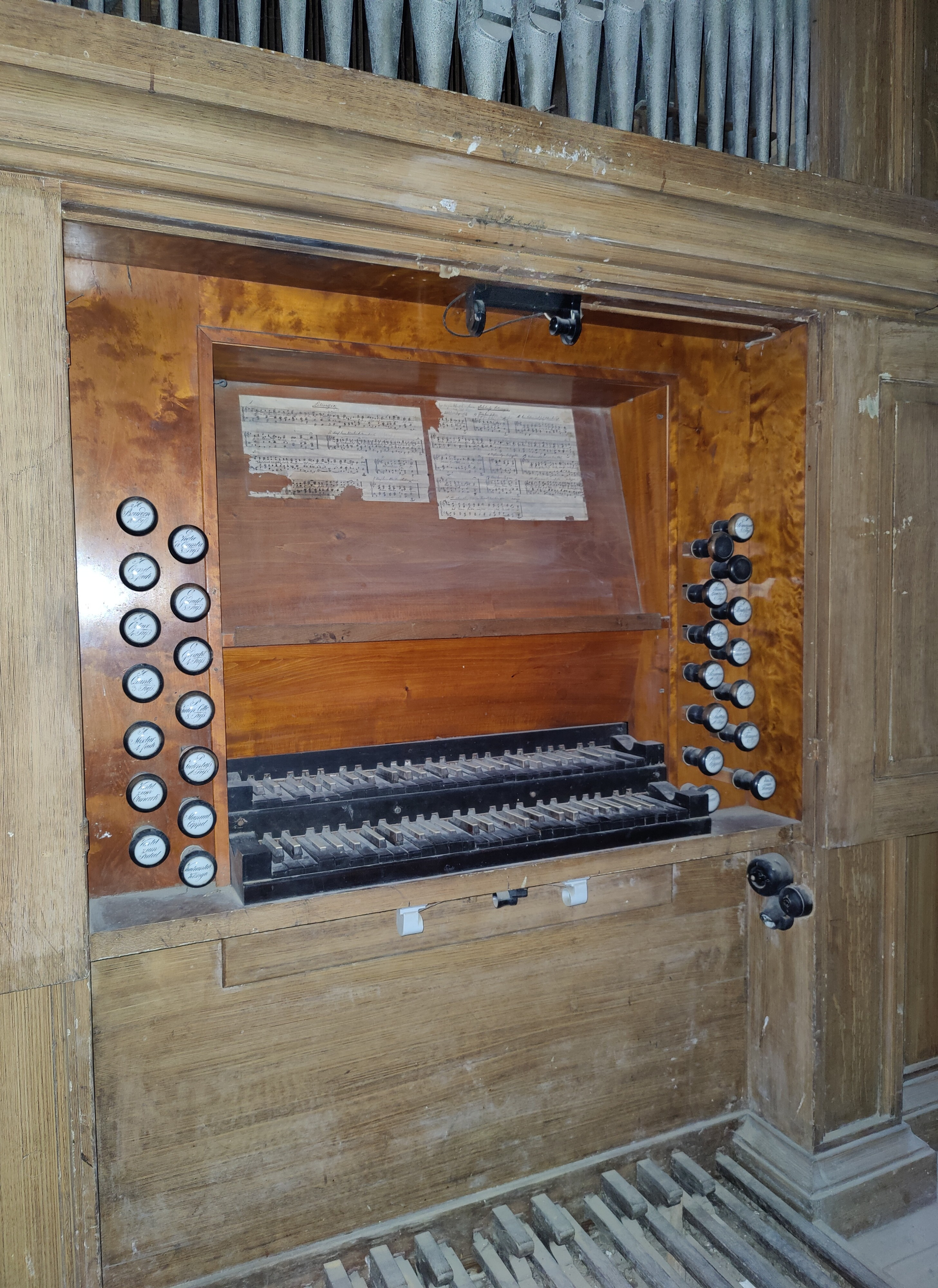
Spielanlage der Orgel (2022)

Die heutige Orgel wurde 1843 durch Friedrich Wilhelm Wäldner geschaffen. Das rein mechanische Instrument besitzt 21 klingende Stimmen auf zwei Manualen und Pedal. Eine Restaurierung des seit Jahrzehnten nicht mehr spielbaren Werks wäre möglich und sinnvoll, ist aber wegen dringlicherer Maßnahmen bis auf Weiteres zurückgestellt.
Die Disposition lautet:
| I Hauptwerk C–f3 |     |
| Bourdon          | 16′ |
| Principal        | 8′  |
| Flachflöte       | 8′  |
| Gemshorn         | 8′  |
| Octave           | 4′  |
| Flauta amabile   | 4′  |
| Quinte           | 3'  |
| Octave           | 2'  |
| Cornett III      |     |
| Mixtur IV        | 2'  |
| Trompete         | 8'  |

| II Oberwerk C–f3 |    |
| Gedackt          | 8′ |
| Flauto traverso  | 8' |
| Viola di Gamba   | 8' |
| Principal        | 4' |
| Gedackt          | 4′ |
| Waldflöte        | 2' |

| Pedal C–c1   |     |
| Subbass      | 16′ |
| Violonbass   | 16′ |
| Violon-Cello | 8'  |
| Posaune      | 16' |

- Koppeln: II/I, I/P
- Drei Sperrventile, Calcanten-Glocke

## Glocken
1325 wurden erste Glocken für die alte Kirche geschaffen. 1685 wurde eine neue große Glocke geschaffen, 1723 wurde eine weitere Glocke durch Martin Heintze umgegossen. Nachdem 1917 zwei Glocken abgegeben werden mussten, erhielt die Kirche 1921 eine neue Eisenglocke aus der Gießerei Schilling&Lattermann. Des Weiteren existiert eine Schlagglocke, ebenfalls aus Eisen.

## Förderverein
Seit 2001 engagieren sich zahlreiche Bürger aus Farnstädt im Förderverein Kirche Unterfarnstädt e. V. um den Erhalt, die Restaurierung und die Nutzung der Kirche.

## Bilder

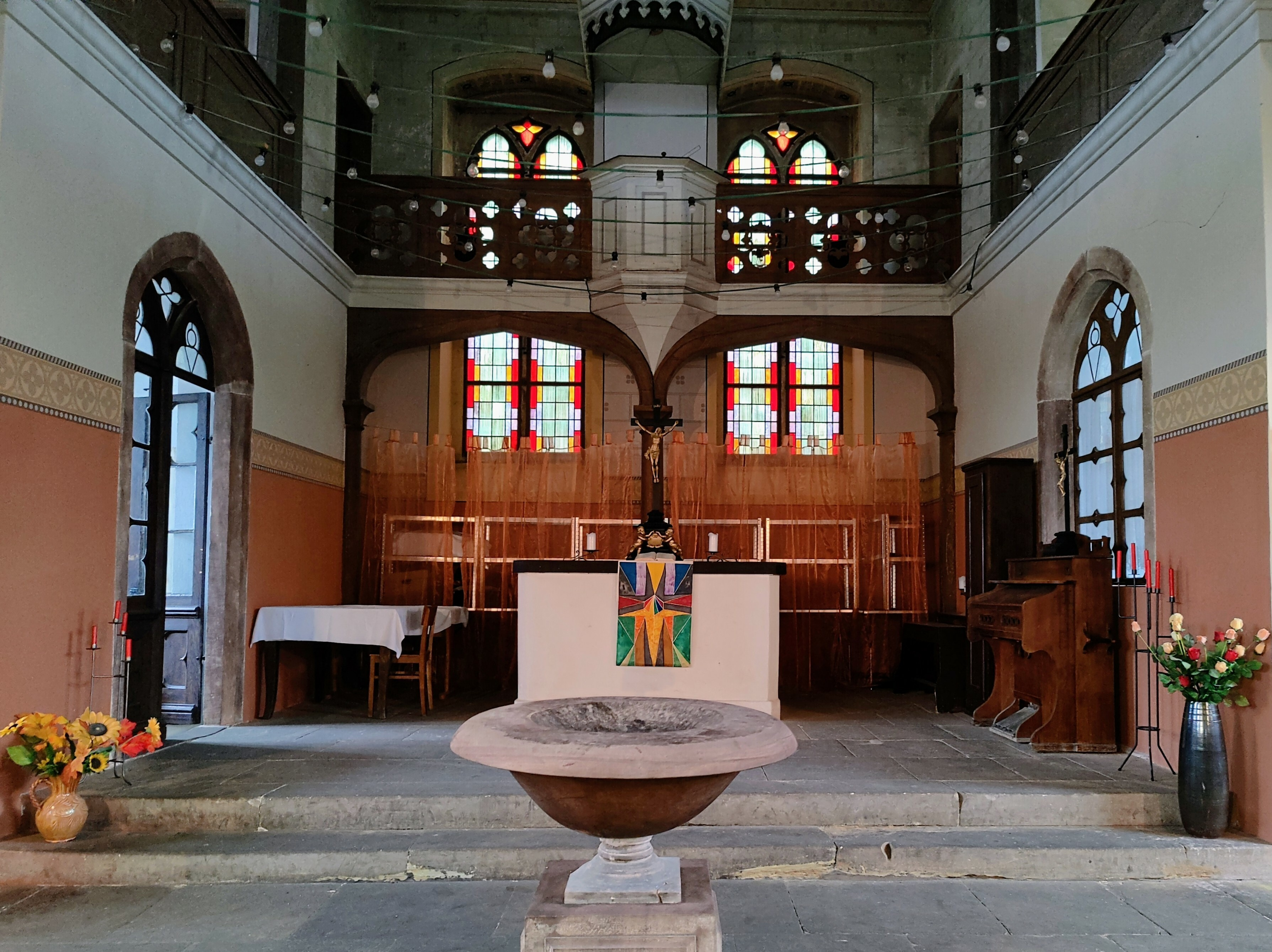
Altarraum
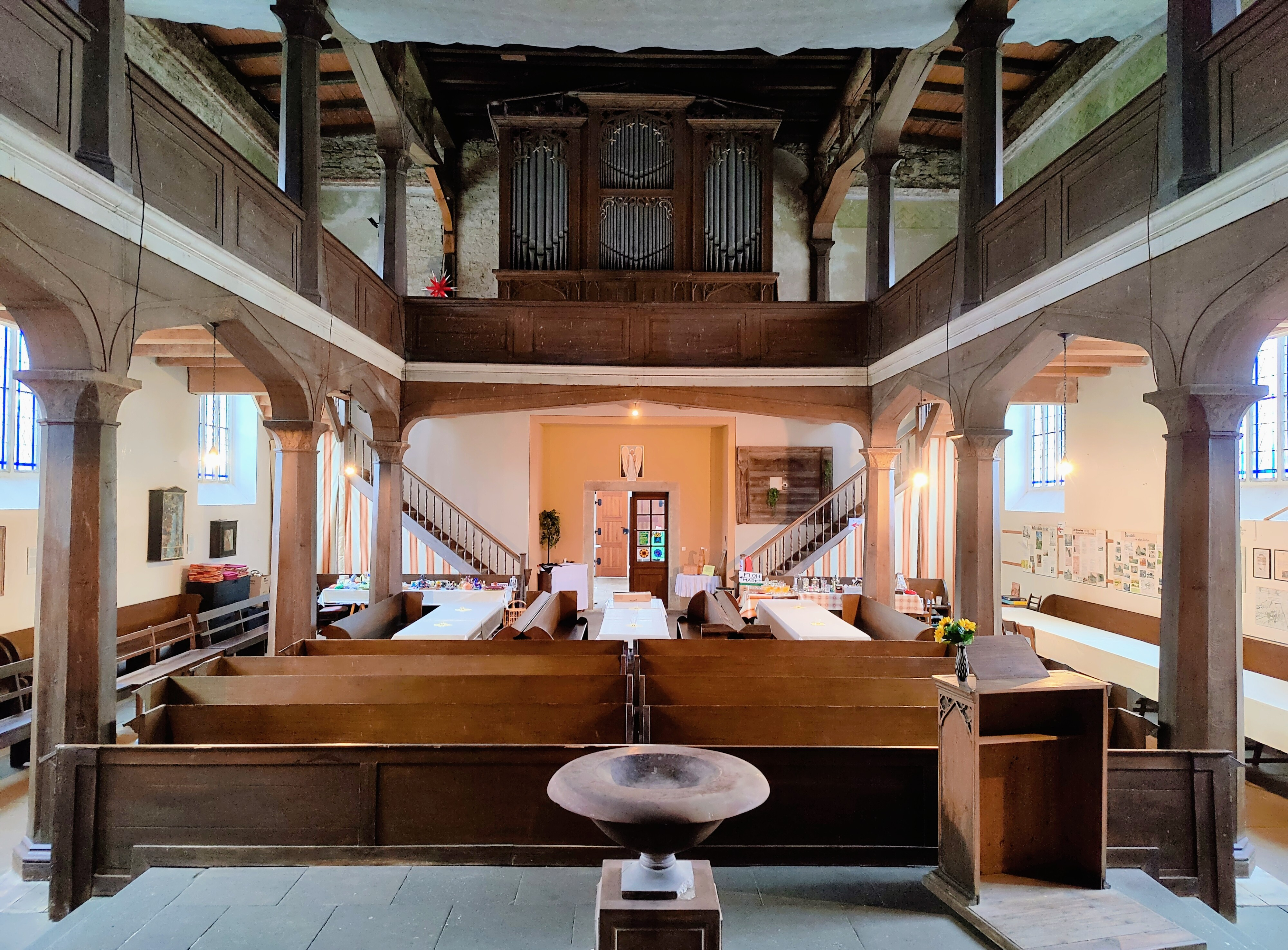
Blick zur Orgel
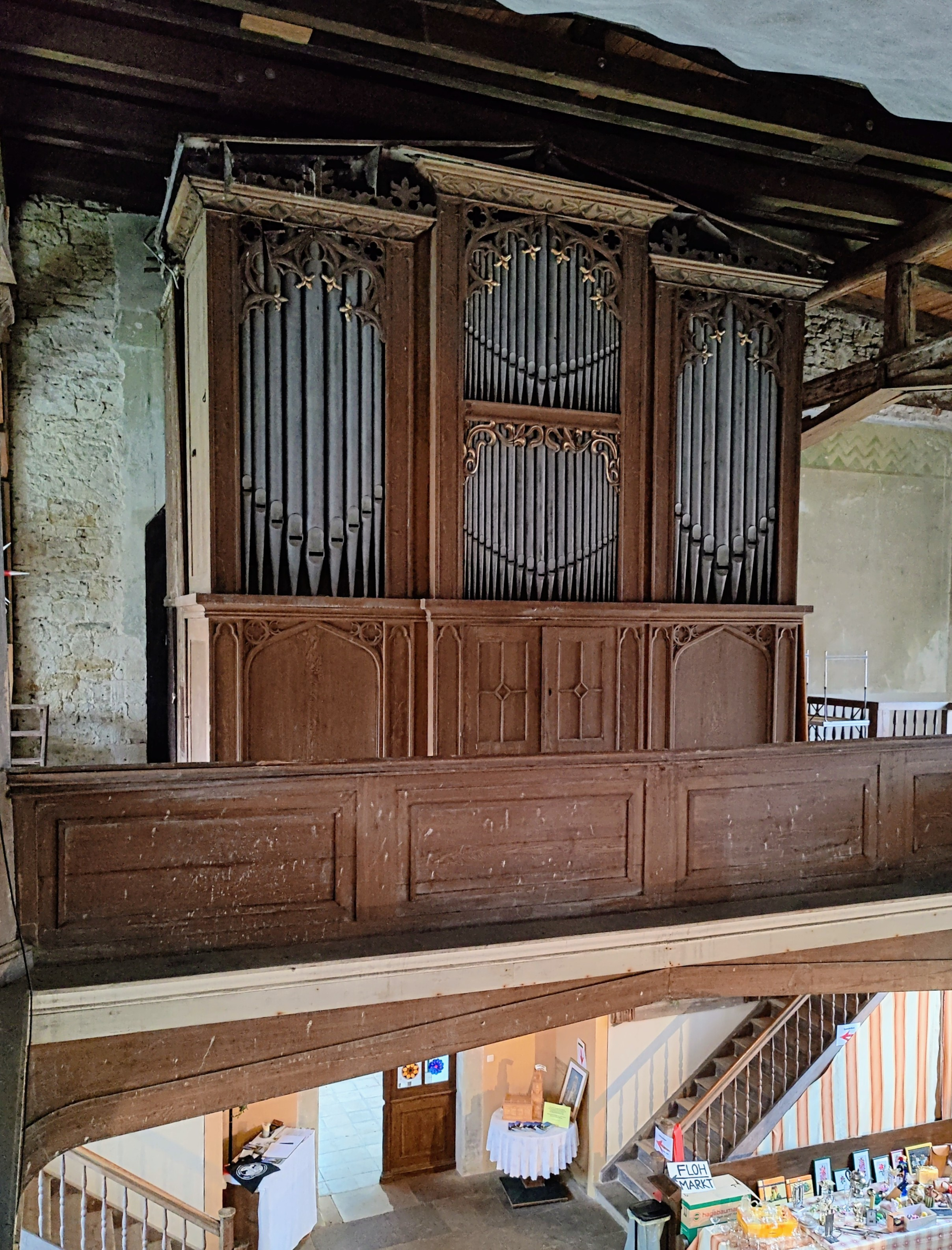
Wäldner-Orgel, unspielbar
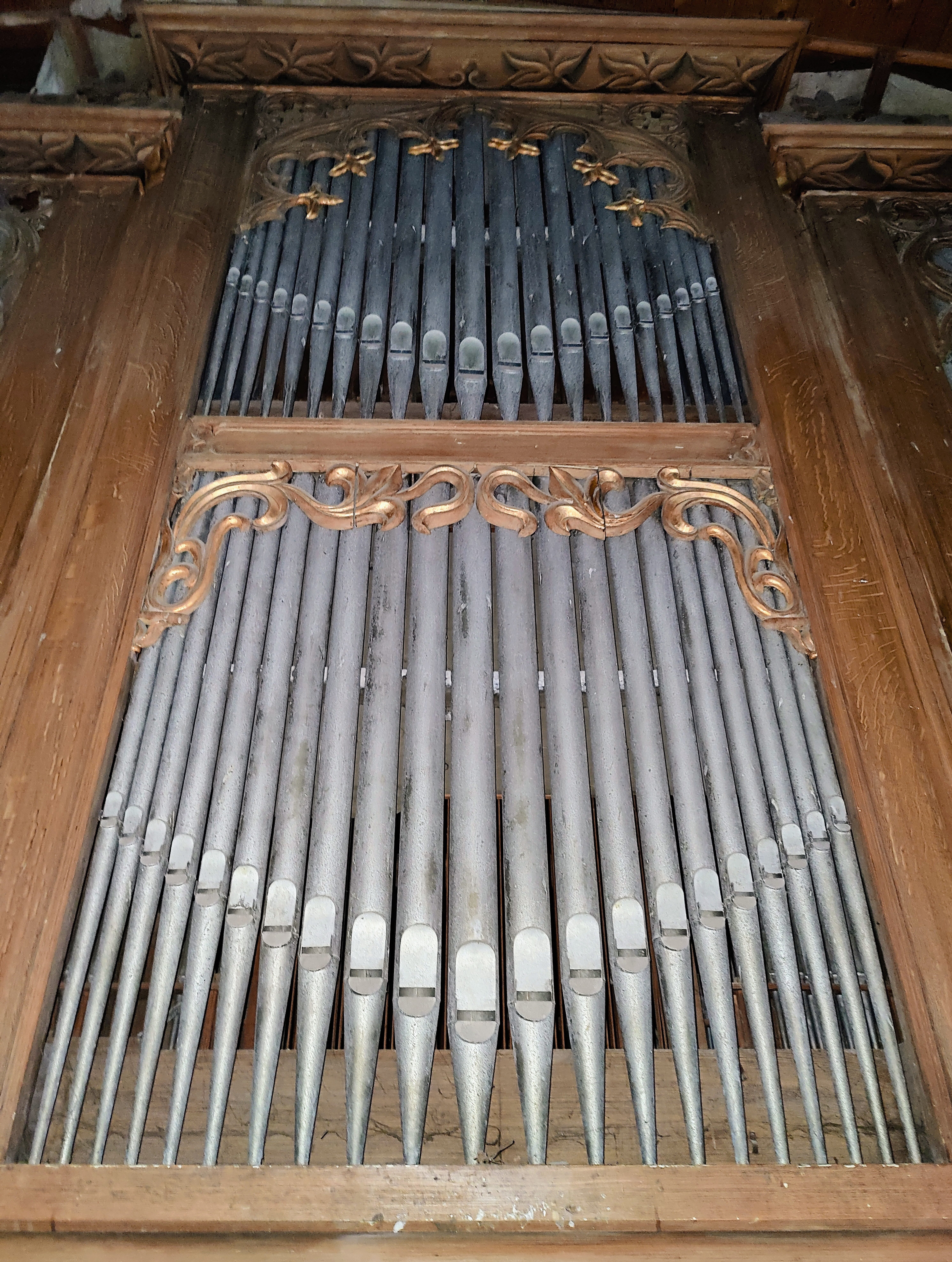
Prospektpfeifen
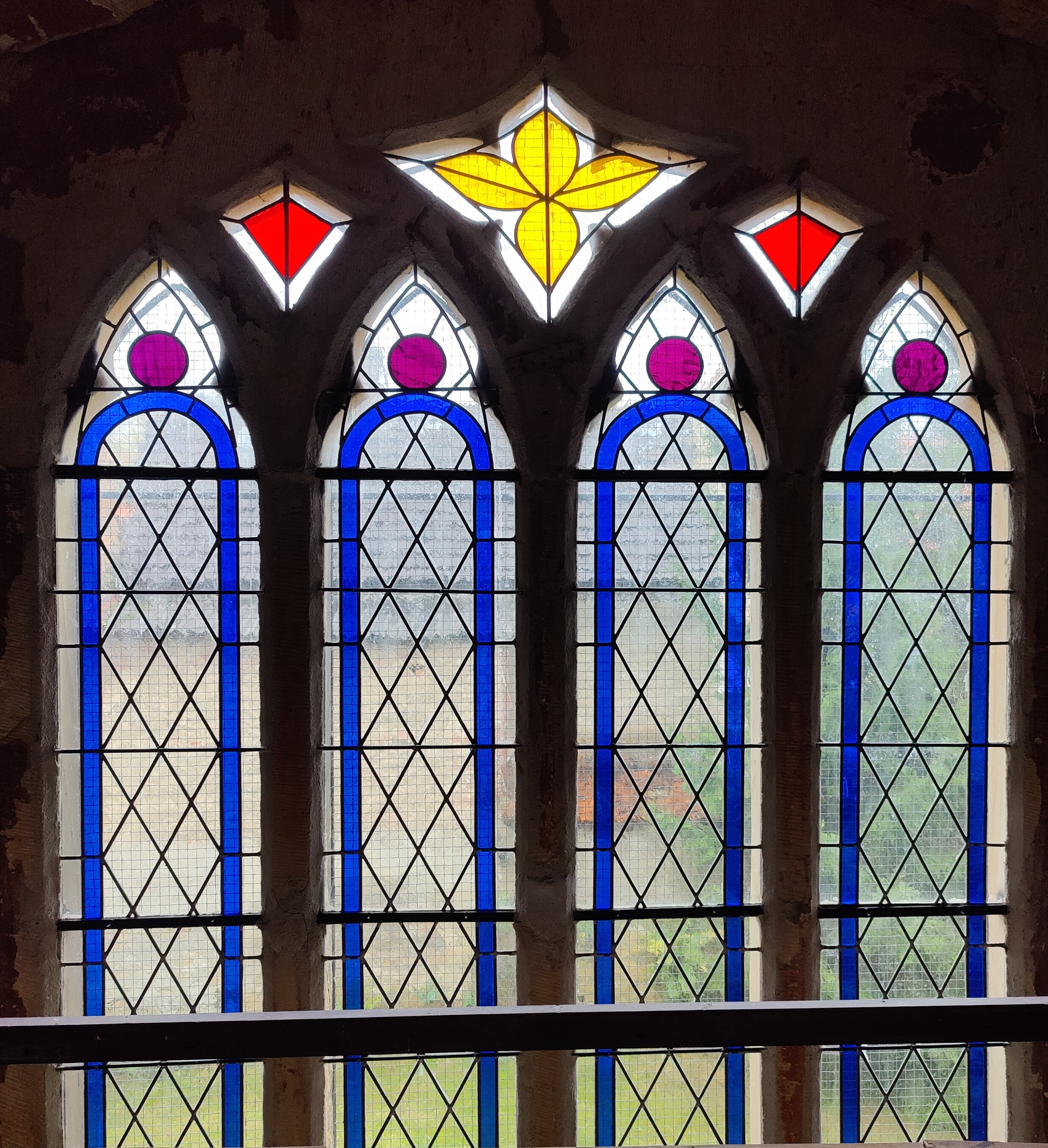
Glasfenster
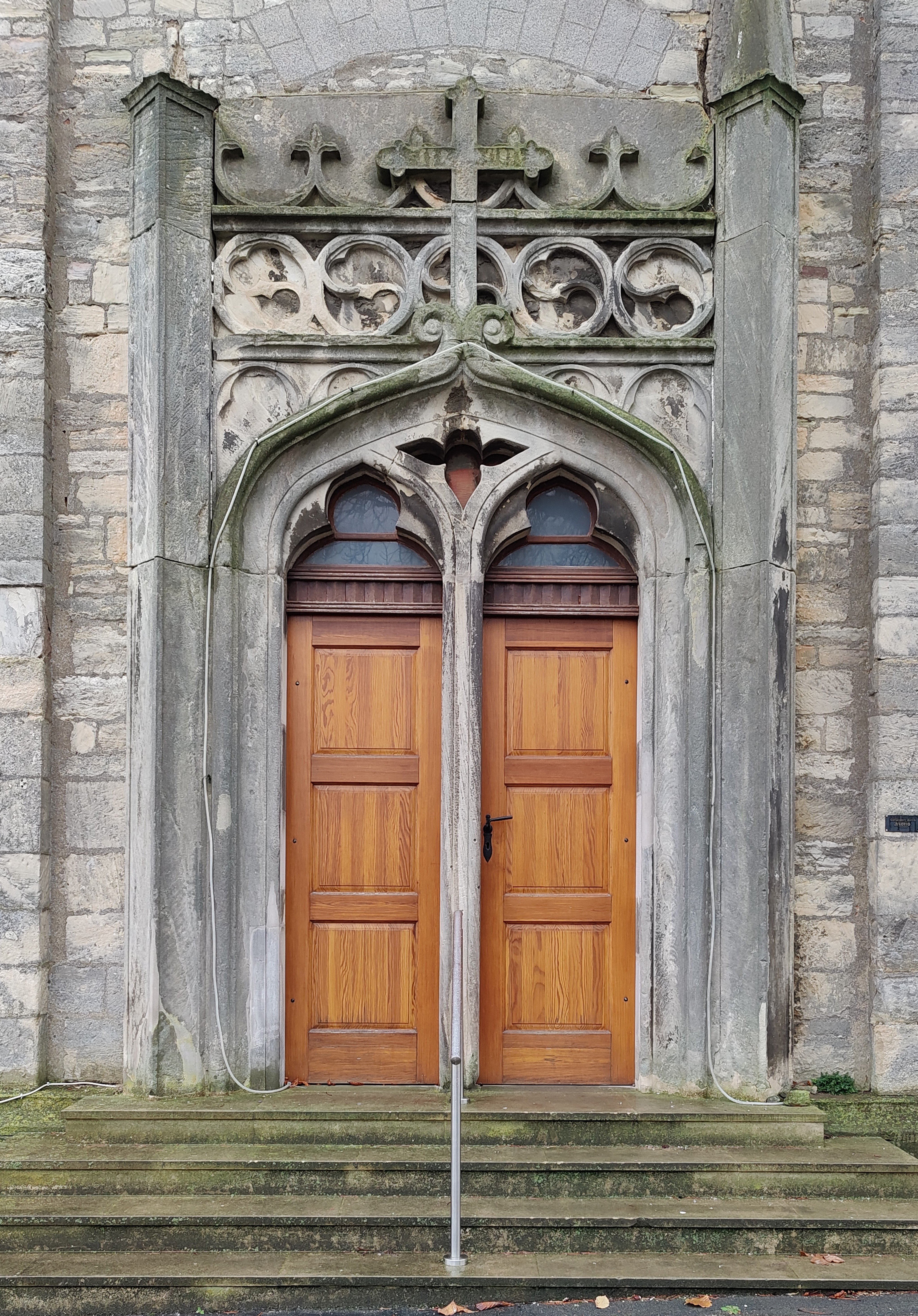
Portal
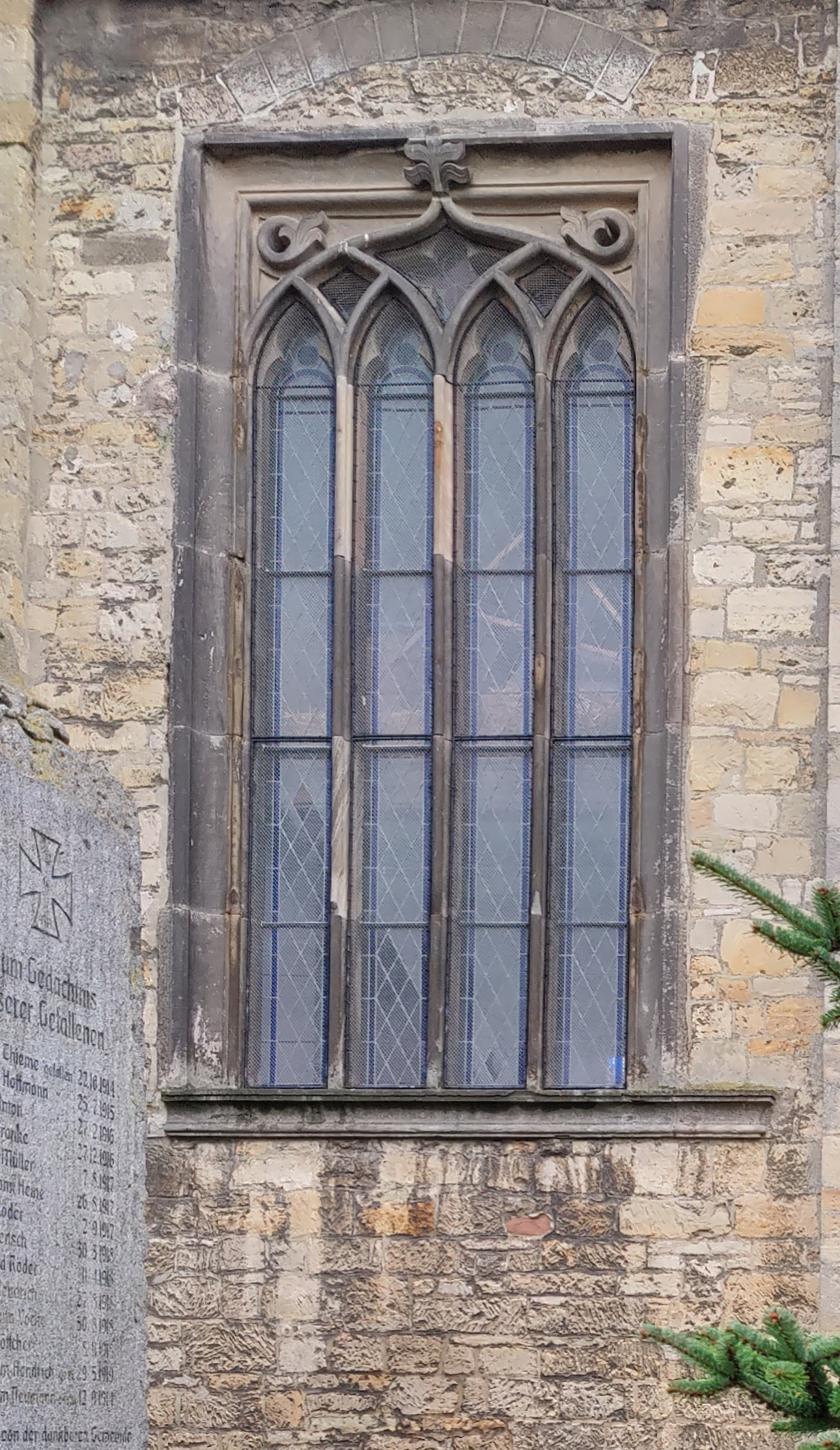
Fenster
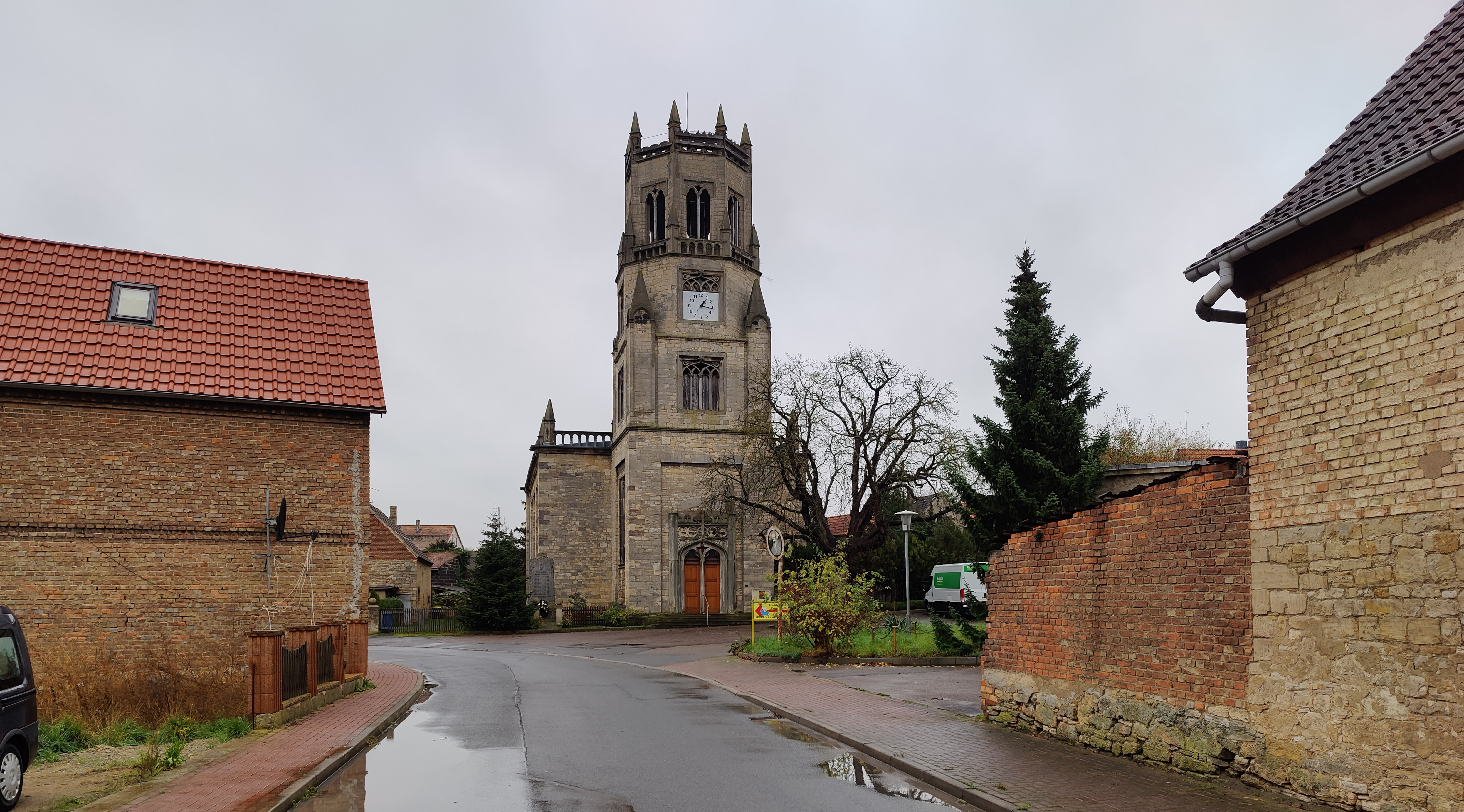
Fernansicht
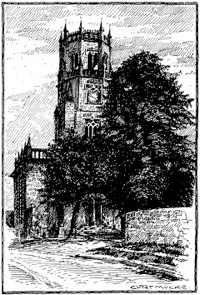
Zeichnung (von Curt Mücke)